# Dearborn (Míchigan)
Dearborn es una ciudad ubicada en el condado de Wayne en el estado estadounidense de Míchigan. En el Censo de 2020 tenía una población de 109,976 habitantes y una densidad poblacional de 1,752.05 personas por km². La ciudad limita con Detroit y está en el área metropolitana de Detroit.
En esta ciudad pasó gran parte de su vida, el industrial Henry Ford, quien si bien nació en el vecino municipio de Greenfield en 1863, se estableció luego en Dearborn, donde en 1903 constituyó las oficinas centrales de su Ford Motor Company y donde también levantó la finca Fair Lane, donde falleció en 1947.

## Geografía
Según la Oficina del Censo de los Estados Unidos, Dearborn tiene una superficie total de 63.38 km², de la cual 62.74 km² corresponden a tierra firme y (1.01%) 0.64 km² es agua.

## Demografía
Según el censo de 2010, había 98.153 personas residiendo en Dearborn. La densidad de población era de 1.548,59 hab./km². De los 98.153 habitantes, Dearborn estaba compuesto por el 89.1% blancos, el 4.04% eran afroamericanos, el 0.22% eran amerindios, el 1.74% eran asiáticos, el 0.03% eran isleños del Pacífico, el 0.82% eran de otras razas y el 4.04% pertenecían a dos o más razas. Del total de la población el 3.45% eran hispanos o latinos de cualquier raza.
Dearborn tiene un de las más grandes poblaciones árabes en los Estados Unidos: según el censo, los árabes son 42% del población de Dearborn, pero hay encuestas indicando que en verdad la proporción es más que 50%.